# Chico Salles

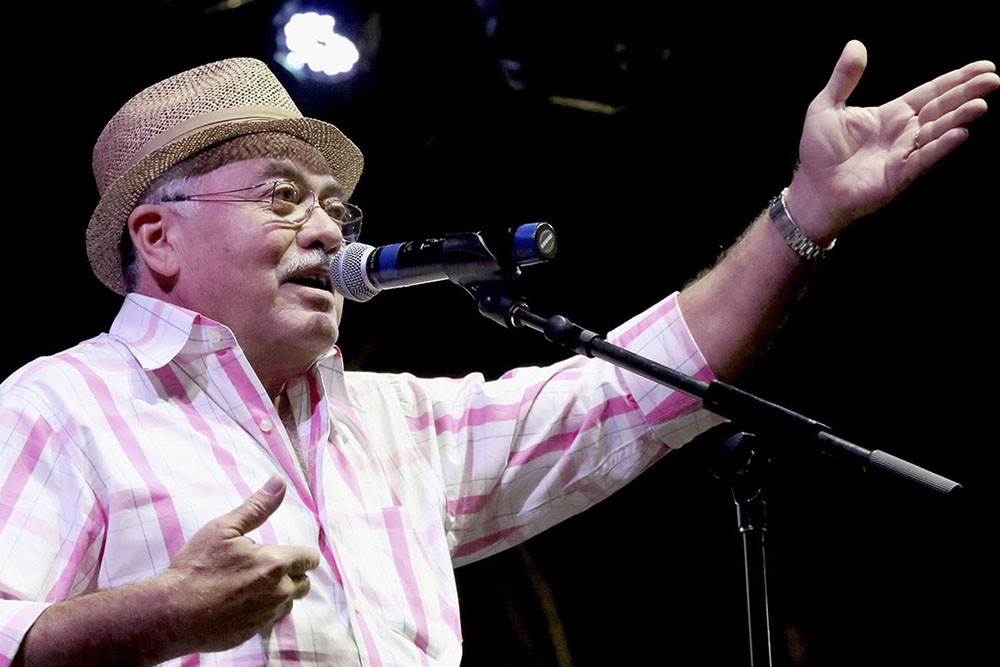
Chico Salles, cordelista, compositor e cantor

Francisco de Salles Araújo (Sousa, 1951 - Rio de Janeiro, 25 de novembro de 2017) foi um cantor e compositor brasileiro. Foi também cordelista, membro e diretor cultural da Academia Brasileira de Literatura de Cordel.

## Biografia
Nasceu na cidade de São Francisco, na época, Distrito do município de Sousa, onde viveu toda a sua infância e adolescência. Transferiu-se para o Rio de Janeiro no início dos anos 70, trazendo na bagagem, além dos seus dezoito anos, as influências musicais da terra natal, principalmente de Jackson do Pandeiro e Luiz Gonzaga. Suas primeiras composições nasceram inspiradas nos xotes, xaxados e baiões que alegravam as noites do sertão paraibano e eram ouvidos nos bailes e forrós da região. Em seguida foi misturando no mesmo caldeirão as raízes e as lições de mestres como Paulinho da Viola, Chico Buarque e Martinho da Vila - sua trilha musical dos tempos de universitário.
Nos anos 80, já engenheiro civil, conheceu o trapalhão Mussum, que o levou aos mais tradicionais redutos do samba, como o Buraco Quente da Mangueira e o Pagode do Cacique de Ramos. O encontro com Mussum, seu vizinho, rendeu boas parcerias musicais. Juntos, fundaram o bloco Elas e Elas em 1985 em Jacarepaguá, compuseram músicas de carnaval e até um xote. Em suas andanças pelo mundo do samba, Chico Salles encontrou outros parceiros como Noca da Portela, Roberto Serrão e Beto Moura, com quem passou a participar de concursos de escolha de enredos de blocos de carnaval, como o Simpatia é Quase Amor, a Banda da Barra, o Barbas e a Escola Unidos da Tijuca. Em 2008 Chico Salles recebeu o título de Cidadão Honorário da Cidade do Rio de Janeiro, para ele, sua maior homenagem.
Em 2009 Chico Salles foi eleito Diretor Cultural da ABLC - Academia Brasileira de Literatura de Cordel, para o biênio 2009/2011.

## Música

### Primeiro CD
Até então, ainda não lhe passava pela cabeça subir num palco para cantar. Isto mudou em 1997, quando começou a soltar a voz em público em canjas que logo se transformaram em shows, incentivado pelo maestro Anselmo Mazzoni. Daí nasceu seu primeiro disco, "Confissões", gravado ao vivo em 1999 e lançado em 2000, com produção de Alceu Maia. O sucesso repercutiu em shows no Bar do Tom, Vinícius Bar, Teatro Rival BR, Malagueta, Garden Hall e Mistura Fina no Rio de Janeiro, no Green Valley Club em Teresópolis e no Feitiço Mineiro em Brasília.

### Segundo CD
Seu segundo disco, "Nordestino Carioca", saiu dois anos depois. Produzido pelo maestro Chiquinho Chagas, foi também inspirado nos forrós de sua terra natal, embalados pelo som da sanfona, do triângulo e da zabumba. Com distribuição nas bancas de jornal do Rio de Janeiro, São Paulo e Brasília, sua tiragem de 20 mil cópias logo se esgotou. O título é uma homenagem à Cidade Maravilhosa de um nordestino de nascença, mas carioca de coração, em parceria com Beto Moura, carioca de nascença e nordestino de coração.

### Terceiro CD
Após ter sido indicado ao Prêmio TIM de Música Brasileira no ano anterior, como melhor disco e melhor cantor, na categoria Regional, o paraibano Chico Salles relança seu terceiro disco, "Forrozando", desta vez pela gravadora Rob Digital. Com produção de José Milton, "Forrozando" traz o ritmo nordestino em seu estado mais puro e mescla canções de compositores tradicionais já falecidos com canções inéditas de autores pernambucanos em plena atividade. "Forrozando" tem participação de músicos do quilate de Adelson Viana (sanfona), João Lyra (viola, guitarra e também arranjos), Tony 7 Cordas (violão 7 cordas), Dirceu Leite (clarinete e flautin), Alceu Maia (cavaquinho), Durval Pereira (zabumba, pandeiro e agogô) e Mingo Araújo (triângulo, caxeta, ganzá, block, moringa, gonguê).

### Quarto CD
Tá no Sangue e no Suor é seu quarto CD, também com produção de José Milton, traz o ritmo nordestino puro, mesclando canções de compositores tradicionais já falecidos com canções inéditas da nova geração e do próprio Chico. Pérolas do gênero como "Cajueiro doce" (Manezinho Araújo/Antonio Maria), "Pergunte ao meu lenço" (Nelson Ferreira) e "Biliu Misturado" (Biliu de Campina) estão ao lado das inéditas "Cana Caiana" (Chico Salles), "Venha pro meu ninho" (Alexandre Leão/Manuca Almeida), "O bom senso da loucura" (Edu Krieger) e "Além Mar" (João Lira/Zeh Rocha) e a canção que batiza o disco, "Tá no sangue e no suor" (Petrúcio Amorim).
O álbum conta com a participação de grandes músicos, como Adelson Viana (sanfona), João Lyra (viola, guitarra e também arranjos), Rogerio Caetano 7 Cordas (violão 7 cordas), Dirceu Leite (clarinete e flautin), Alceu Maia (cavaquinho), Durval Pereira (zabumba, pandeiro e agogô) e Zé Leal (triângulo, caxeta, ganzá, block, moringa, gonguê).

### Quinto CD
O Bicho Pega, lançado em 2010 pela Som Livre, foi novamente produzido por José Milton, com a ampliação da qualidade percussiva e sonora, dividindo o repertório meio a meio com outros importantes compositores.

### Sexto CD
Em 2013, Chico se aventura num projeto diferente, de gravar os sambas do capixaba teimoso Sergio Sampaio, com o título Sergio Samba Sampaio, fugindo da sua caraterística original, com produção de Henrique Cazes e as participações de Zeca Baleiro, Fagner e Zeca Pagodinho. O CD lançado pela Zecapagodiscos/Universal deu muito certo e ainda está em catálogo, indo para a quarta tiragem e proporcionando shows por todo Brasil.

### Sétimo CD
Em 2015, vem o sétimo trabalho discográfico intitulado Rosil do Brasil. Neste CD, Chico Salles faz uma homenagem ao compositor pernambucano Rosil Cavalcanti no ano do seu centenário de nascimento. Rosil, que se radicou em Campina Grande, tornou-se um dos principais provedores musicais de Jackson do Pandeiro, Gonzagão, Genival Lacerda, Marinês e outros, com uma grande variedade de sucessos conhecidos nacionalmente, como: Sebastiana; Tropeiros da Borborema; Cabo Tenório; Lei da Compensação; Na Base da Chinela e outros. O CD foi também lançado pela Zecapagodiscos/Universal, continua em catálogo.

## Cordel
No meio dos cordelistas, Chico Salles vem despontando como um grande poeta, tendo sido empossado em maio de 2007, como membro da ABLC - Academia Brasileira de Literatura de Cordel, ocupando a cadeira número 10, pertencente ao ilustre brasileiro Catulo da Paixão Cearense, seu Patrono. Suas principais publicações são:
- A Saga do Cordel em Poesia
- Matuto Apaixonado
- Bala Perdida
- O Barato da Barata
- FINEP - Semana Nacional da Ciência e Tecnologia
- O Tigre que Virou Doutor
- O DNA do Indiano
- Vladimir Palmeira - Um Rio para todos
- A Peleja entre Bélio Bosta e Vilberto Vil
- Manel Xicote
- Salim, Jacó e Joaquim
- O Pai do Vento
- Lima Barreto
- A Justiça Tarda e Falha
- O Homem da Bola de Ouro
- São Cristovão - 62 Anos de Feira (coletivo)
- O Maior Inimigo do Cachorro
- A Passagem de Bin Ladem no Chabocão
- Cem Anos Sem Machado
- JegueCard - Cartão Corporativo (cordel virtual)
- Um Cearense na Capital - Archimedes Memoria
- A Cor do Ovo
- Tributo a Antônio Mariz
- As Minas de Minas
- Jeguerino e Burrozé
- Três em Um
- Os Caminhos do Brasil
- Sivuca, Zabumba e Triângulo
- Martelo pra Teresa
- O Encontro de Padim Ciço com Frei Damião
- E eu Procurando Tu
- A mega SORTE da GRANDE sena
- Desencontro Marcado
- Mel, Melão, Melancia
- O Baião
- Criança Miudinha
- Cachoeira e Cascatas
- Tres em um - parte 2
- CCS - Comunidade Católica Shalom
- Ainda não fui no Jô
- O nome da bola
- Votar em ninguem
- SOUSAS: Brasil - Portugal
- O BONDE de SANTA
- QUATORZE ou NOVE tons de BRANCO

## Livros
No ano de 2008, Chico Salles aparece com mais visibilidade no mundo literário, publicando dois títulos pela Editora Rovelle. São livros para seguimento infanto-juvenil, ilustrados por Ciro Fernandes, no formato cordelizado, com a intenção de levar a Literatura de Cordel para a sala de aula.
- CORDELinho - Premiado pela ABL - Academia Brasileira de Letras, como melhor livro infanto-juvenil de 2009.
- Cem anos sem Machado
- A Cor do Ovo.
- Cordel Contemporâneo.
- A Jararaca e o Jegue.

## Discografia[1]
- 1997 — Confissões
- 2002 — Nordestino Carioca
- 2005 — Forrozando
- 2007 — Tá no Sangue e no Suor
- 2009 — O Bicho Pega
- 2013 — Sergio Samba Sampaio
- 2015 — Rosil do Brasil